# Andrés Correa
Andrés Correa Valencia (Envigado, 29 gennaio 1994) è un calciatore colombiano, difensore del La Equidad.

## Palmarès

### Nazionale
- Campionato sudamericano Under-20: 1

Argentina 2013